# Сандриков, Валерий Александрович
Са́ндриков Валерий Александрович (24 октября 1941 года, Сарыагашский район Казахской ССР) — советский и российский учёный-физиолог, доктор медицинских наук (1981), профессор (1981), действительный член РАМН (2007), академик РАН (2013).

## Биография
Родился в Сарыагашском районе Южно-Казахстанской области Казахской ССР, куда была эвакуирована мать — Сандрикова Анна Сергеевна (1920—1964). Отец — Сандриков Александр Григорьевич (1922, Орловская область—2007), участник ВОВ, генерал-лейтенант, прослужил в кадрах Вооружённых Сил более 46 лет.
По возвращении семьи в Москву в 1947 году поступил в первый класс средней школы.
В 1967 году А. В. Сандриков окончил лечебный факультет 1-го Московского медицинского института имени И. М. Сеченова. Работал врачом в Калининграде (ныне — город Королёв) в отделении кардиологии городской больницы.
В 1969 году начал работать в отделе клинической физиологии НИИ клинической и экспериментальной хирургии. В 1972 году защитил кандидатскую диссертацию.
С 1975 года руководил лабораторией интраоперационной диагностики — первой подобной лабораторией в стране, которая была создана по инициативе профессора В. В. Зарецкого. В 1981 году защитил докторскую диссертацию по теме «Интраоперационная оценка гемодинамики сократительной функции миокарда и критерии адекватности коррекции приобретенных и врожденных пороков сердца». В том же году ему было присвоено звание профессора по специальности кардиология.
В 1981 году В. А. Сандриков был удостоен Государственной премии СССР за цикл работ по разработке и широкому внедрению электромагнитных расходомеров крови.
В 1988—1993 годах руководил отделом клинической физиологии, инструментальной и лучевой диагностики, c 1993 по 2015 год работал заместителем директора по научной работе РНЦХ, в 2015 году вернулся к заведованию отделом инструментальной и лучевой диагностики.
В 1999 году возглавил кафедру функциональной и ультразвуковой диагностики института профессионального образования 1-го Московского медицинского университета имени И. М. Сеченова.
В 2004 году он был избран членом-корреспондентом РАМН, в 2007 году — действительным членом РАМН по отделению медико-биологических наук, академик РАН с 2013 года. Почетный профессор РНЦХ имени академика Б. В. Петровского, с 2011 года почетный член российской ассоциации специалистов ультразвуковой диагностики в медицине (РАСУДМ).
Автор около 600 научных работ, 4 авторских свидетельства на изобретение и 2 патента. Под его руководством защищены 18 докторских
и 65 кандидатских диссертаций.

## Избранные труды
- Сандриков В. А. Динамика насосной функции сердца. — Москва: Наука, 1989. — 148 с.

- Сандриков В. А. Клиническая физиология. Диагностика — новые методы. — Москва: Аир арт, 1998. — 223 с.
- Сандриков В. А. Клиническая физиология трансплантированной почки. — Москва: Наука/Интерпериодика, 2001. — 282 с.

## Награды и достижения
- Государственная премия СССР (1980)[10].
- Орден «За заслуги перед Отечеством» IV степени[10] (2008)
- Орден Александра Невского (2024) — за большой вклад в развитие отечественной науки, многолетнюю плодотворную деятельность и в связи с 300-летием со дня основания Российской академии наук[11]
- Орден Почёта[10]
- Почётная грамота Президента Российской Федерации[10]
- Премия Правительства Российской Федерации в области науки и техники (2002)[12]
- Премия Правительства Российской Федерации в области науки и техники (2012)[13]
- Заслуженный деятель науки Российской Федерации (2003)[10]
- Заслуженный деятель науки и техники Российской Федерации (12 сентября 1994) — за заслуги в научной деятельности
- Заслуженный деятель науки Республики Бурятия[10]
- Диплом Президиума РАМН имени В. В. Парина[10]
- Диплом премии РАМН имени А. А. Богомольца[10]

Входит в состав:
- Международного комитета по эхокардиографии (США),
- Российского кардиологического общества,
- Ученого и Диссертационного советов РНЦХ им. акад. Б. В. Петровского,
- Ученого совета ГУН Всероссийского НИМИ медицинской техники МЗ РФ,
- Научно-технического совета по реализации мероприятий в области развития химической, медицинской и фармацевтической промышленности,
а также биотехнологического комплекса России.

## Дополнительные сведения
- Профиль Валерия Александровича Сандрикова на официальном сайте РАН
- Видеозапись интервью В. А. Сандрикова. Отделение пересадки почки ГУ РНЦХ РАМН на YouTube